# Apeadero de Penha
El Apeadero de Penha fue una plataforma ferroviaria de la Línea de Guimarães, que servía a la zona del Monte da Penha, en el ayuntamiento de Guimarães, en Portugal.

## Historia
El tramo entre Guimarães y Fafe, donde este apeadero se situaba, entró en servicio el 21 de julio de 1907.